# マール・オベロン
マール・オベロン（Merle Oberon, 1911年2月19日 - 1979年11月23日）は、インドのボンベイで生まれた映画女優。出生時の名前はEstelle Merle O'Brien Thompson。
一時期レスリー・ハワードと恋愛関係にあった。その後は何度か映画関係者と結婚している。

## 人物
父はインド駐在のイギリス軍人。母はインド人。父と母は正式に結婚したわけではなく、彼女は母親に育てられた。女優としてデビューしてから、彼女はインドとのハーフであるという出自をひた隠しにし、出身地を「オーストラリアのタスマニア島」とし、民族衣装サリーを身につける母を、知人に「使用人」と偽っていた。気品と妖艶を兼ね備え、エキセントリックな貴婦人や歴史上の人物の役を得意とした。
映画プロデューサーのアレクサンダー・コルダにより、『ヘンリー八世の私生活』（1933年）で、斬首刑となる王妃アン・ブーリン役に抜擢される。のち、コルダと結婚。しかし夫がありながらもレスリー・ハワードと恋仲になり（ハワードにも家庭があった）、彼との恋愛が終わっても、コルダの元へは帰らなかった。
代表作は映画『嵐ケ丘』で、ヒロイン（キャサリン）役を勤め、ローレンス・オリヴィエと共演した。映画ではそのエキゾチックな美貌が十分に発揮されている。
ジェットセッターとして有名で、大富豪やプレイボーイやイギリスの王族との華やかな恋愛・不倫遍歴で知られた。
美しい白い肌で知られるが彼女の本来の肌は茶褐色で常にメイクによって白くしていた。1940年にはそのファンデーションにより化粧品中毒とサルファ剤によるアレルギー反応を引き起こし皮膚専門医に治療を受けるようになる。晩年は肌を白くするファンデーションをやめており本来の肌色でメディアの前に登場している。

## 出演作品
- ヘンリー八世の私生活 The Private Life of Henry VIII (1933)
- ドン・ファン The Private Life of Don Juan (1934)
- 紅はこべ The Scarlet Pimpernel (1934)
- シュヴァリエの巴里ッ子 Folies Bergère de Paris (1935)
- ダアク・エンゼル The Dark Angel (1935)
- この三人 These Three (1936)
- 市街戦 Beloved Enemy (1936)
- 牧童と貴婦人 The Cowboy and the Lady (1938)
- 嵐ケ丘 Wuthering Heights (1939)
- リディアと四人の恋人 Lydia (1941)
- 淑女超特急 That Uncertain Feeling
- 楽聖ショパン A Song to Remeber (1945)
- ベルリン特急 Berlin Express (1948)
- 哀愁のモンテカルロ 24 Hours of a Woman's Life (1952)
- デジレ Desiree (1954)
- 我が心に君深く Deep in My Heart (1954)
- 情事の曲り角 Of Love and Desire (1963)
- ホテル Hotel (1967)